# Olympic Watch
Olympic Watch bylo mezinárodní občanské sdružení, které si kladlo za cíl uspořádání Letních olympijských her 2008 v demokratické a svobodné zemi. Ve vedení sdružení byly aktivní i české osobnosti. Jeho úvodní prohlášení bylo podepsáno 19. července 2001 v Praze.
Olympic Watch se snažilo monitorovat situaci dodržování lidských práv  v Číně a vytvářet aktivity, které dodržování lidských práv v Číně podpoří.
V čele Olympic Watch stál výbor, jehož členy byli např. čeští senátoři Zdeněk Bárta a Jan Ruml, ministr zahraničních věcí ČR Karel Schwarzenberg či socioložka Jiřina Šiklová, stejně jako spisovatel Mario Vargas Llosa, politologové Timothy Garton Ash a Joshua Muravchik a další. Své členství ve výboru pozastavil Michael Žantovský, s Janem Rumlem spoluautor zakládacího prohlášení sdružení.

## Hlavní témata Olympic Watch
- Svoboda slova
- Demokratická opozice
- Trest smrti
- Tibet
- Vztahy Číny a Tchaj-wanu